# José T. Joya
José T. Joya (Manille, 1931 — Manille, 1995) est un artiste philippin spécialisé dans la gravure, la peinture, les techniques mixtes et la céramique.
En 2003, il reçoit à titre posthume le titre d'artiste national des Philippines pour ses efforts pionniers dans le développement d'un expressionnisme abstrait philippin propre.

## Biographie

### Jeunesse et formation
José Tanig Joya naît à Manille le 3 juin 1931, fils de José Joya Sr. et Asuncion Tanig,.
Il commence à dessiner à l'âge de onze ans. S'il s'intéresse dans un premier temps à l'architecture, il abandonne, n'ayant pas les aptitudes scientifiques requises. Il découvre les peintures de Fernando Amorsolo et décidé de se consacrer à cet art.
Quoique d'abord formé dans l'académisme de l'université des Philippines, il est progressivement influencé par l'abstraction américaine et par les tendances émergentes du modernisme philippin. Il étudie auprès d'artistes tels que Guillermo Tolentino (en), Irineo L. Miranda (d), Dominador Castaneda (d) et Virginia Agbayani (d),. Il obtient une licence en beaux-arts en 1953, se distinguant par le fait d'être le premier Magna cum laude de l'université.
En 1954, l'Instituto de Cultura Hispánica du gouvernement espagnol lui accorde une bourse d'un an pour étudier la peinture à Madrid.
Après son retour d'Espagne, Joya obtient une bourse Fulbright pour terminer sa maîtrise en peinture de 1956 à 1957 à la Cranbrook Academy of Art (it) dans le Michigan, aux États-Unis,,. Il y apprend la composition dans l'art abstrait auprès des Hongrois Zoltan Sepeshy (en) et László Moholy-Nagy, notamment.

### Carrière
José Joya commence à peindre des tableaux figuratifs, très conventionnels où l'on peut noter l'influence de Vicente Manansala (en) et d'Anita Magsaysay-Ho (en), mais fait rapidement partie de la « nouvelle vague » d'artistes qui développent la peinture abstraite. Il participe à l'importante Exposition d'art non-objectif de Tagala à la Philippine Art Gallery en 1953 puis tient sa première exposition individuelle l'année suivante dans la même galerie, et obtient quelques prix entre 1958 et 1962,.
Lors de son séjour en Europe pour étudier à Madrid, José Joya découvre l'expressionnisme abstrait au travers d'œuvres d'artistes tels que Jackson Pollock ainsi que les modernistes européens comme Graham Sutherland, Lucio Fontana, Francis Bacon et Henry Moore qu'il voit dans des musées de Londres, Paris et Rome. À son retour du Michigan, son travail « fait preuve d'une puissance et d'une énergie brutes » qui se nourrissent de son expérience encadrée avec l'expressionnisme abstrait, alors au sommet de sa popularité aux États-Unis. Malgré ses compositions abstraites, Joya part toujours d'une observation de la nature qu'il dessine avant d'entamer le processus de peinture, comme dans Hills of Nikko (1964), inspirée du célèbre site touristique japonais Nikkō.
Impliqué dans la vie artistique locale, en prenant part au Saturday Group notamment, Joya devient président de l'Art Association of the Philippines en 1962. Il représente les Philippines à la Biennale de Venise de 1964 avec le sculpteur Napoleón Abueva, pour la toute première participation de son pays dans la prestigieuse manifestation. Il y expose une abstraction horizontale de 1958 intitulée Granadian Arabesque ainsi que Hills of Nikko, et le choix même de Joya pour représenter les Philippines est un tournant dans l'essor de l'art moderne de ce pays,,.
À la fin des années 60, il reçoit des bourses des fondations Rockefeller et Ford, qui lui permettent de peindre et d'étudier à l'Institut Pratt de New York entre 1967 et 1969.
Joya découvre la peinture acrylique dans les années 1970, qu'il apprécie particulièrement pour ses tons clairs et le séchage rapide de la peinture. Tout en continuant à peindre d'immenses toiles comme Binhi (1971), la fresque PICC ou Sangley Point-Dacion En Pago (1977) et Barter in Panay (1978), Joya s'essaie à la sculpture-peinture mixte en utilisant des plaques de céramique jusqu'au milieu des années 1980. Dans les années 1970, Joya réalise deux grandes peintures murales, Lanterns of Enlightenment et Mariveles, qui présentent de vifs jeux de formes et de tons.
Doyen du College of Fine Arts de l'université des Philippines de 1970 à 1978, il modernise le programme d'études et crée des bourses d'études. Il revigore les cours de croquis de nu en ouvrant les classes à tous les niveaux, en variant les modèles et en organisant des excursions malgré les lois martiales de Ferdinand Marcos. José Joya devient titulaire de la chaire Amorsolo à l'université des Philippines en 1985 et est président du Comité national des arts visuels de la Commission nationale de la culture et des arts de 1987 à sa mort.

### Dernières années
En 1981, une rétrospective présentant environ 200 œuvres de Joya est organisée au Museum of Philippine Art. En 1987, le gouvernement français lui décerne le titre de Chevalier des Arts et des Lettres.
José T. Joya meurt à Manille le 11 mai 1995 des suites d'une opération à la prostate.
En 2003, il reçoit à titre posthume le titre d'artiste national des Philippines pour ses efforts pionniers dans le développement de l'art abstrait philippin. Une rétrospective de son œuvre a eu lieu en août 2011 au musée national des Philippines.

## Œuvre
Jose Joya est un graveur, peintre et un artiste multimédia célébré pour avoir créé une forme d'expressionnisme abstrait philippin propre,. Ses peintures sont fortement inspirées des paysages de son pays, dans de vibrantes couleurs et l'utilisation du papier de riz dans ses collages met en valeur la transparence, une caractéristique commune de l'art populaire. Les formes curvilignes de ses peintures rappellent souvent le kiping coloré et multicouche du festival Pahiyas. Son importante série de mandalas s'inspire également de formes et de concepts esthétiques asiatiques,.
Il adopte la valeur de l'énergie cinétique et de la spontanéité dans la peinture, qui sont devenues des valeurs artistiques importantes dans l'art philippin. Il réalise des « peintures gestuelles », qui se caractérisent par l'application intuitive et spontanée de la peinture, en larges coups de pinceau, à l'aide de brosses ou de spatules, ou depuis un tube directement pressé. Son tableau emblématique de 1958, Granadean Arabesque, exposé à la Biennale de Venise de 1964, est une œuvre sur toile suffisamment grande pour être qualifiée de murale et présente des coups de pinceau et des projections d'empâtement et de sable.
José Joya développe aussi les techniques mixtes, en concevant et peignant sur des objets en céramique et en stimulant des ateliers régionaux.
Quelques peintures notables,,, :
- Ligawan, 1948
- Barter of Panay, 1948
- Hidalgo Studies, 1951
- Christ Stripped of His Clothes, 1954
- Granadean Arabesque, 1958
- Space Transfiguration, huile sur toile, 1959
- Beethoven Listening to the Blues
- Hills of Nikko, huile sur toile, 1964
- NAIAD 64, huile sur contreplaqué, 1964
- Abstraction
- Dimension of Fear, huile sur toile, 1965
- Ang Tutubi, 1967
- Naiad
- Cityscape, 1972 ou 1974
- Warm Afternoon, 1974
- Vista Beyond Recognition, 1981
- Torogan, 1985
- Spirit of Season, 1992
- Playground of the Mind, 1998
- Green Mansions

Lors de son intronisation comme artiste national, il est célébré en résumant son importance en ces termes :

« Jose Tanig Joya s'est distingué en créant un authentique idiome abstrait philippin qui transcende les influences étrangères... et constitue un point de repère important dans le développement de l'art moderne philippin auquel il a insufflé de nouvelles énergies, de nouveaux concepts et de nouvelles valeurs en lien avec le thème de la nation. »

## Distinctions
- Chevalier de l'ordre des Arts et des Lettres